# キーファー・シャーウッド
キーファー・シャーウッド（Kiefer Sherwood、1995年3月31日 - ）は、アメリカ合衆国オハイオ州出身のプロアイスホッケー選手。ポジションはライト・ウィング。NHLのバンクーバー・カナックスに所属。 

## 経歴

### プロ入り前
2012年のユナイテッド・ステイツ・ホッケー・リーグ（以下：USHL）のエントリードラフト7巡目(全体で99位)でヤングスタウン・ファントムズから指名された。USHL在籍時にNHLからはドラフト指名されず、マイアミ大学に進学。大学リーグで3年間プレーした。

### プロ入りとダックス時代
2018年3月20日、ドラフト外フリーエージェントという形で、アナハイム・ダックスとの2年間のエントリーレベル契約にサインした。10月4日のサンノゼ・シャークス戦でNHLデビューを飾り、初アシストを記録。さらに10月13日のダラス・スターズ戦で初ゴールを記録した。
2020年10月に2年契約が終了し、フリーエージェントとなった。ダックスからはクオリファイング・オファーの提示を受けたが、これを受諾しなかった。

### アバランチ時代
2020年10月9日にコロラド・アバランチに加入した。 
アバランチには2021-22年シーズンまでプレー。

### プレデターズ時代
2022-23年シーズンからはナッシュビル・プレデターズでプレー。

## 人物
弟のコール・シャーウッドも、かつてコロンバス・ブルージャケッツ傘下に所属していたアイスホッケー選手だった。母のユウコ・シャーウッドは日本出身で、キーファーは日系四世。 